# 2004年夏季残疾人奥林匹克运动会葡萄牙代表团
2004年夏季残疾人奥林匹克运动会葡萄牙代表团是葡萄牙派出的2004年夏季残疾人奥林匹克运动会代表团。获得2枚金牌、5枚银牌和5枚铜牌。